# 片平あかね (大和野菜)

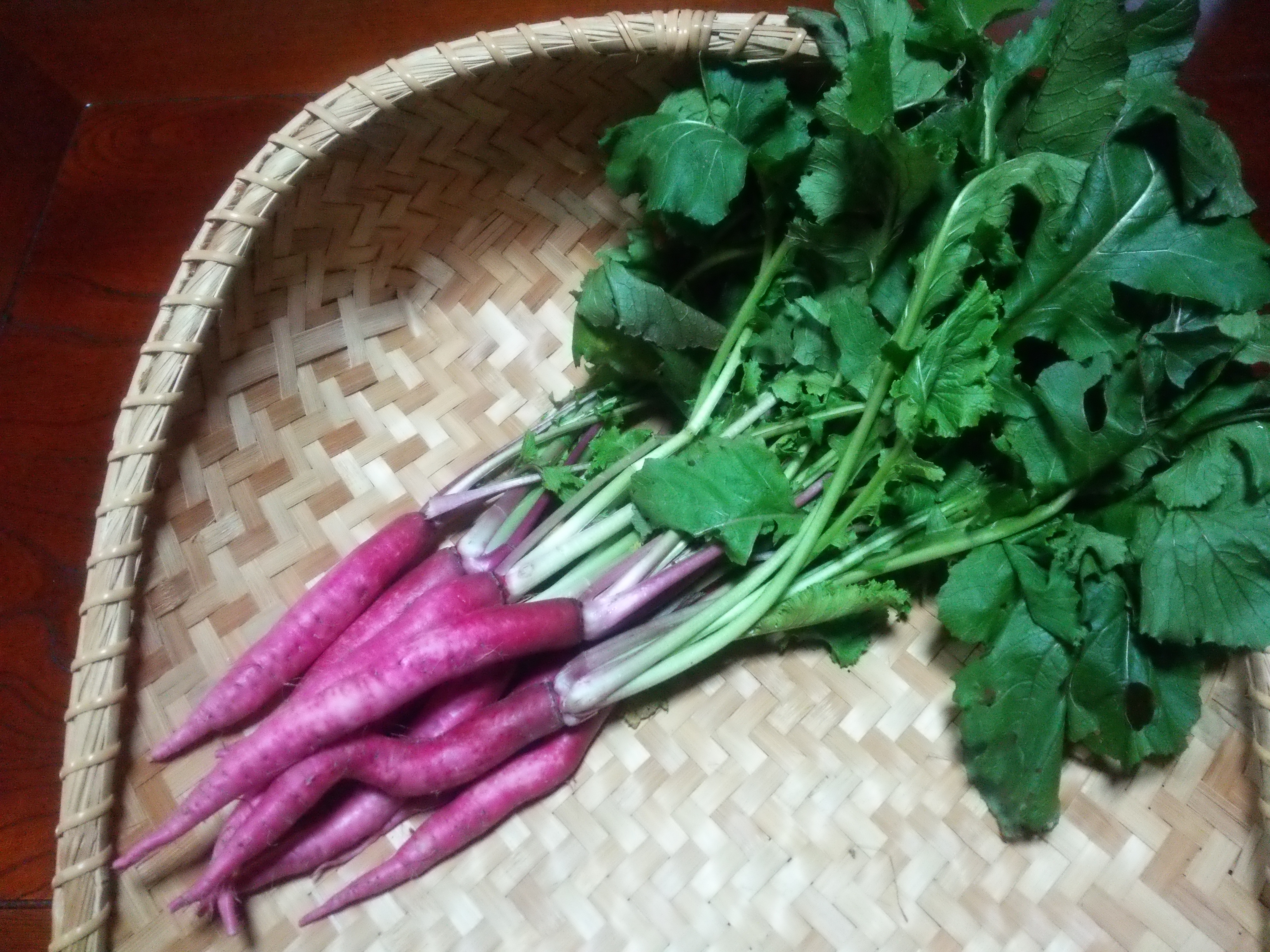
大和伝統野菜「片平あかね」

片平あかね（かたひらあかね）は、アブラナ科の根菜で、奈良県在来のカブの品種である。
山辺郡山添村の片平地区で古くから作られ、地元消費されてきた伝統野菜の一つとして、奈良県により「大和野菜」に認定されている。

## 歴史
山添村片平地区では少なくとも戦前から、細長く根の先まで赤いカブが各戸それぞれの畑で栽培され、外見が日野菜に似ていることから「ひのな」と呼ばれていた。2006年（平成18年）12月20日に奈良県から大和伝統野菜の一つとして「大和野菜」に認証されるにあたり、37戸約140人の地区住民によって「片平あかね」と命名され、広く知られるようになった。
地区住民が「片平あかねクラブ」を設立し、2012年（平成24年）11月には片平地区自治会が商標権者となって「片平あかね」を商標登録するとともに、種の継承や新しい料理の開発に取り組んでいる。

## 特徴
- 最大の特徴は細いダイコンのような形と、葉脈から根の先まで真っ赤な色をしていることである。果肉は、表皮近くが赤く、中は白く部分的に赤い色が入っている。葉の形もダイコンとよく似ている。地区外で採種して育てると3年ほど後には白くなると言われる。

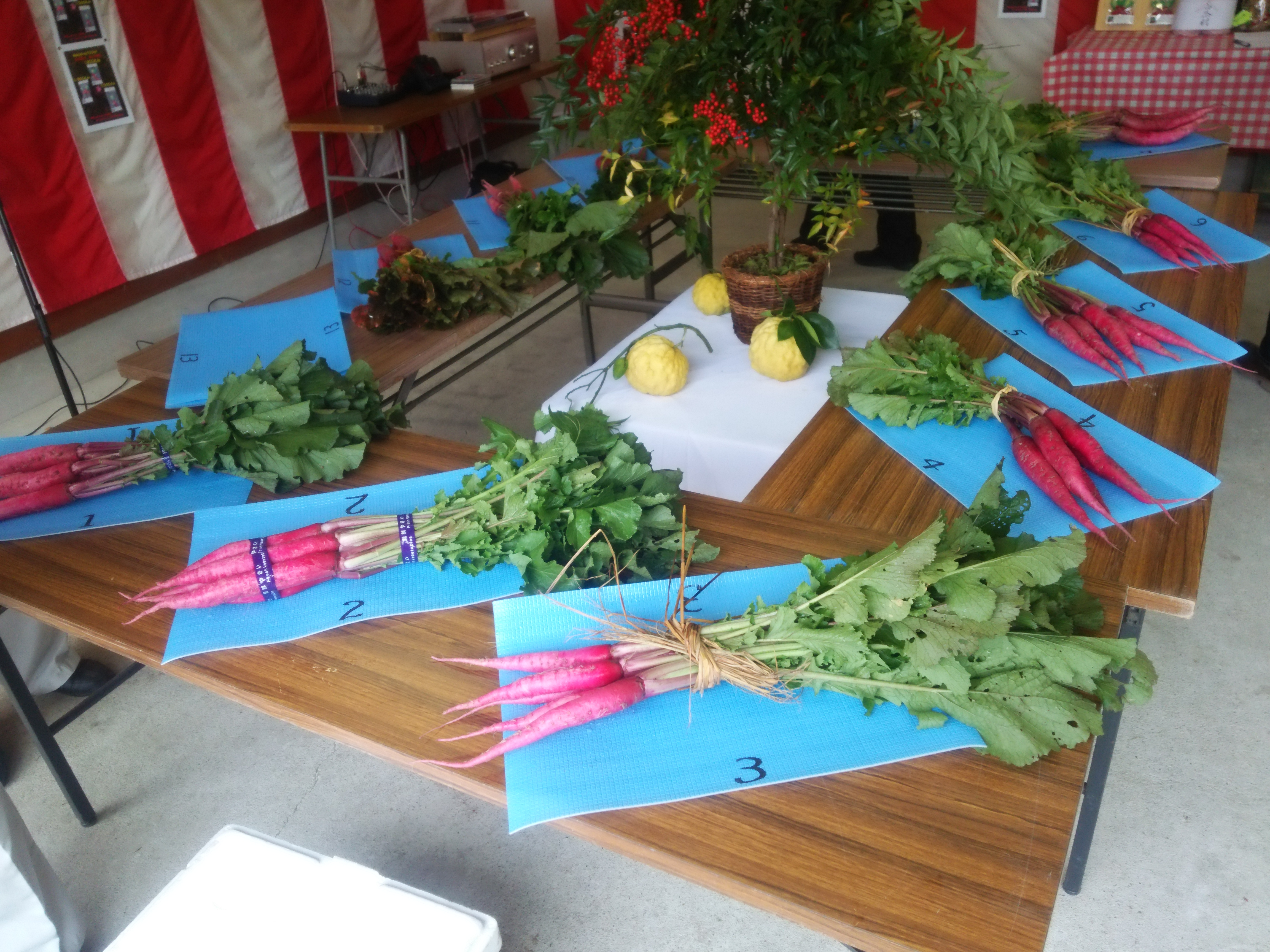
片平あかねの品評会

- 採種は家ごとに優良と思われる色と形を備えたものを選んで自家採種が行われるが、それぞれに微妙な個性がある。正統種というものがないため、優良品種の選抜・保存を課題として品評会が実施され、種子が守られている。
- 種まきはお盆から秋の彼岸頃で、収穫は10月頃の間引きから始まり、12月に入り霜が降りるころには根が太って3cmほどになり、葉柄もアントシアニンが増して鮮やかな赤い色に染まる。
- 肉質はカブというよりダイコンに似た感じで、食感もダイコンほどみずみずしくはないが、コリコリとした歯ざわりが楽しめる。
- 選ぶ際は、食用部分の葉もみずみずしくしゃきっとしているもの、ひげ根が少なく表面が滑らかなもの、根の下半分まである程度の太さを保てているものが良い。

## 産地
山辺郡山添村片平地区で栽培される。「片平あかね」の種は門外不出とされ、また、名称が商標登録されているため、片平地区で栽培されたものしか名乗れない。片平地区は小さな山間集落で平地も少なく、生産量はそれほど多くない。一部、大手スーパーマーケットや地元の産直市場に出荷されている。
種苗会社からは「飛鳥あかね」という名称で同品種の種子が販売されており、他の地域で作られたものは「飛鳥あかね」と呼ばれている。

## 利用法
旬は11月下旬から12月である。10月ごろ間引きされた若い物も食用になり、片平地区では、成長段階に応じて食べられてきた。カブの直径が1cm以下の「間引き菜」は葉とともに塩もみをして甘酢漬けにする。11月頃になると、カブの部分を薄切りにし、地元で「タクアン」と呼ぶ甘酢漬けにする。酢を加えると根の芯まで鮮やかな赤色に染まる。寒さが厳しくなる12月に、直径3cm程度に成長した根と葉を一緒に漬け込む。「長漬け」と呼ばれる。濃い鮮やかな赤色となり、冬から春にかけての保存食となる。
酢漬けにすると鮮やかに発色して全体に赤く染まり、糖漬けなど漬物にすると淡いピンクになる。独特の色をすぐに楽しみたい場合は酢の物にする。生で食べると辛味はなく、ほんのりとした甘みとシャキシャキとした程よい歯ざわりがあり、カブ独特の風味がおいしく、いろどりも良い。塩漬けを細かく刻めば、炒め物やパスタの具材などに使え、見た目も美しい。天ぷらや鍋物などにも利用できる。

## その他
- 現在、片平地区では毎年11月23日に「片平あかね祭り」を開催し、品評会、即売会、片平あかねを使った料理の試食会が実施されている。
- 片平あかねクラブが発行した冊子「あかね料理集 初版」には、「片平あかね 紅根」と記されており、名前の「あかね」は直接的には赤い根を意味するものであると思われる[2]。
- 片平あかねクラブが「あかねちゃんマスコット」を作成し、販売している。
- 帝塚山大学が片平あかねを使用した「大和ベジサイダー あかね」を開発し、商品化されている[3]。

- 片平あかねまつり
- 片平あかねのマスコット「あかねちゃん」
- 「大和ベジサイダー あかね」